# Euparia ambrymensis
Euparia ambrymensis är en skalbaggsart som beskrevs av Renaud Maurice Adrien Paulian 1941. Euparia ambrymensis ingår i släktet Euparia och familjen Aphodiidae. Inga underarter finns listade i Catalogue of Life.